# Capidava annulipes
Capidava annulipes är en spindelart som beskrevs av Lodovico di Caporiacco 1947. Capidava annulipes ingår i släktet Capidava och familjen hoppspindlar. Inga underarter finns listade.